# Джамаат Ансар ас-Сунна
Джамаа́т Анса́р ас-Су́нна (араб. جماعة أنصار السنة‎ — Общество помощников сунны) — воинственная исламистская группировка в Ираке, которая боролась с присутствием США в Ираке и с новым правительством Ирака.
Базировалась в северном и центральном Ираке, включала в себя курдских боевиков и арабских интернационалистов. Была основана в сентябре 2003 для координации действий против сил коалиции.